# Santa Cruz Other
Santa Cruz Other – strefa (zone) w regionie Santa Cruz w środkowej części kraju autonomicznego Aruba, należącego do Holandii, w Ameryce Południowej. 1 stycznia 2020 r. była niezamieszkana.

## Podział administracyjny
W skład strefy nie wchodzi żadna miejscowość.